# Deportivo Llacuabamba
El Club Social Cultural Deportivo Llacuabamba es un club de fútbol peruano del Departamento de La Libertad, Provincia de Pataz, Distrito de Parcoy. Fue fundado el 15 de febrero del 2011 y participa actualmente en la Liga 2, la segunda división del fútbol nacional.

## Historia
El club proviene de una comunidad minera, a casi quince horas de la ciudad de Trujillo, razón por la cual financieramente el club recibe apoyo de la propia Llacuabamba. Comenzaron disputando sus partidos en el Estadio Comunal de Llacuabamba, que cuenta con una capacidad para cerca de 500 espectadores y pasto sintético.

### 2019: Subcampeón de Copa Perú y ascenso a Liga 1
En 2019, el equipo dirigido por el entrenador Roberto Tristán logró avanzar en la Copa Perú desde la etapa distrital, saliendo campeones de la Liga Distrital de Parcoy, campeones de la Liga Provincial de Pataz y después clasificando a la etapa nacional como subcampeones de la Liga Departamental de La Libertad, siendo esta su primera participación en la etapa final de la Copa Perú. En la primera fase de la etapa nacional, el equipo liberteño ganó cuatro de seis partidos, lo que les permitió avanzar a dieciseisavos de final, donde eliminó a DIM de Lima por un global de 3-1. En octavos de final derrotaron a Las Palmas de Chota por un global de 3-2 y en cuartos de final se terminaron imponiendo ante uno de los favoritos del torneo: el Deportivo Garcilaso del Cuzco tras vencer 2-0 en la ida y empatar 1-1 en el Estadio Inca Garcilaso de la Vega, en un encuentro polémico que terminó en una batalla campal.
En el cuadrangular final, empataron 1-1 ante Sport Chavelines de Pacasmayo, golearon 5-0 a Sport Estrella de Piura y el 1 de diciembre de 2019, empataron 2-2 ante Carlos Stein de Lambayeque, resultado que le valió al club para coronarse como campeón de la Copa Perú 2019 y lograr el ascenso a la Primera División, categoría en la que debutaría en la temporada 2020. Sin embargo, Carlos Stein presentó un reclamo por la indebida alineación del jugador Milton Bermejo y el 3 de diciembre de 2019, la Comisión de Justicia de la Federación Peruana de Fútbol finalmente dio por válido el reclamo, entregando el título de la Copa Perú 2019 al elenco carlista.
Al quedar entonces segundo en la finalísima, Llacuabamba aún tenía opciones de ascender, participando en el Cuadrangular de ascenso 2019 que otorgaba dos cupos más a primera división. Vencieron por 2-1 a Chavelines, empataron 1-1 con Deportivo Coopsol y el 14 de diciembre de 2019, empataron sin goles ante Atlético Grau, lo cual les dio uno de los cupos, ascendiendo junto a Grau a la Liga 1 2020.

### 2020: Debut en la Liga 1 y descenso a la Liga 2
Tras mantener a once jugadores del plantel de Copa Perú, Llacuabamba arrancó su participación en la Liga 1 2020 cayendo por 3-2 ante Sport Boys en el Estadio Miguel Grau del Callao, bajo órdenes del entrenador Néstor Clausen. El primer gol del equipo norteño en el fútbol profesional se dio gracias a un autogol de Adrián Zela, aunque finalmente el extremo José Bustamante también marcó. El equipo tendría un rendimiento muy irregular durante toda la temporada, consiguiendo varias rechas negativas y cosechando apenas 5 victorias en todo el campeonato (Cantolao y Atlético Grau en Fase 1, y Sport Boys, Ayacucho FC y Deportivo Municipal en Fase 2). Finalmente, tras una pésima campaña, el 21 de noviembre de 2020 fueron humillados 6-0 por FBC Melgar sentenciando al club su descenso a la Segunda División (Liga 2) a dos fecha de culminar el torneo.

### 2021-Act: Campañas en Liga 2
Para su debut en Segunda División, en la Liga 2 2021 terminó en quinto lugar en el acumulado y clasificó al reducido por la promoción por el ascenso, sin embargo fue eliminado en la primera eliminatoria por Carlos Stein que lo venció por 2-1. En la Liga 2 2022 el rendimiento sería menor a comparación del año pasado, terminando en la novena casilla, sin chances de nada. En la Liga 2 2023 clasificaría a play-offs por un cupo a Liga 1 tras quedar cuarto en la tabla de posiciones final; su rival en cuartos de final fue la Universidad San Martín donde tras empatar 1-1 terminaron cayendo 3-4 en la tanda de penales, quedándose nuevamente sin el ascenso. 
En la Liga 2 2024 tras quedar tercero en la Zona Norte, tuvo el privilegio de pelear el campeonato; ya en esa etapa terminaría tercero del Grupo A, por lo tanto clasificó a los play-offs final del campeonato. Su rival en cuartos de final sería Comerciantes FC que terminó en la cuarta posición del Grupo B; lamentablemente perderían dicho encuentro 0-1 y de esa forma equipo debía permanecer en Liga 2 una temporada más.

## Uniforme
- Uniforme titular: Camiseta blanca, pantalón blanco, medias blancas.
- Uniforme altenativo: Camiseta turquesa, pantalón turquesa, medias turquesas.

### Uniforme titular
| 2011-2013 | 2013-2019 | 2019 | 2019 | 2020 | 2020 | 2021 | 2022 | 2023 | 2024 |

| 2025 |

### Uniforme alternativo
| 2019 | 2020 | 2020 | 2021 | 2022 | 2023 | 2024 | 2025 |

### Indumentaria y patrocinador
| Periodo                   | Patrocinador |
| ------------------------- | ------------ |
| 2019 (enero-agosto)       | Real         |
| 2019 (agosto-diciembre)   | Lomas        |
| 2019 (Cuadrangular final) | Real         |
| 2020 (enero-agosto)       | Lomas        |
| 2020 (agosto-diciembre)   | Habitez      |
| 2021                      | Amida        |
| 2022 - 2023               | Palant       |
| 2024 - act.               | Trusports    |

| Periodo | Patrocinador          |
| ------- | --------------------- |
| 2019    | Orgullo Llacuabambino |
| 2021    | Amida                 |
| 2022    | Orgullo Llacuabambino |
| 2023    | Orgullo Llacuabambino |
| 2024    | Orgullo Llacuabambino |

## Presidentes y entrenadores
| Presidente | Inicio | Fin        |
| ---------- | ------ | ---------- |
| Tito López | 2019   | actualidad |

| Entrenador                     | Inicio                  | Fin                     |
| ------------------------------ | ----------------------- | ----------------------- |
| Gustavo Richard Moncada Lezama | 2013                    | 2015                    |
| Roberto Tristán                | 2019                    | 31 de diciembre de 2019 |
| Jonathan Calderón              | 2019                    | 2019                    |
| Alejandro Larrea               | 31 de diciembre de 2019 | 8 de enero de 2020      |
| Néstor Clausen                 | 13 de enero de 2020     | 1 de marzo de 2020      |
| Néstor Otero                   | 5 de marzo de 2020      | 27 de setiembre de 2020 |
| Alberto Castillo               | 27 de setiembre de 2020 | 2020                    |
| Salomón Paredes                | 2021                    | 2021                    |
| Ronny Revollar                 | 2022                    | 11 de mayo de 2022      |
| Carlos Fernández               | 2022                    | 2022                    |
| Martín Dall'Orso               | 26 de mayo de 2022      | 26 de agosto de 2022    |
| Juan Cahuas                    | 2022                    | 2022                    |
| Fernando Nogara                | 2023                    |                         |

## Datos del club
- Fundación: 15 de febrero de 2011.
- Temporadas en Primera División: 1 (2020)
- Temporadas en Segunda División: 5 (2021 - )
- Temporadas en Copa Perú: 8 (2011-2019)
- Mayor goleada conseguida:
  - En campeonatos nacionales de local: Deportivo Llacuabamba 6:0 Carlos Stein (31 de mayo del 2024).
  - En campeonatos nacionales de visita: Carlos Stein 0:5 Deportivo Llacuabamba (19 de septiembre del 2023).
  - En campeonatos nacionales en cancha neutral:
    - Deportivo Municipal 2:5 Deportivo Llacuabamba (25 de noviembre del 2020)
    - Deportivo Llacuabamba 3:0 Sport Boys (24 de octubre del 2020).
- Mayor goleada recibida:
  - En campeonatos nacionales de local: Deportivo Llacuabamba 0:3 Unión Comercio (31 de julio del 2022).
  - En campeonatos nacionales de visita: Los Chankas 5:0 Deportivo Llacuabamba (9 de agosto del 2023).
  - En campeonatos nacionales en cancha neutral: Deportivo Llacuabamba 0:6 FBC Melgar (21 de noviembre del 2020).
- Mejor puesto en la Primera División: 20.° (2020).
- Peor puesto en la Primera División: 20.° (2020).
- Mejor puesto en la Segunda División: 4.° (2023).
- Peor puesto en la Segunda División: 9.° (2022).
- Participaciones en torneos internacionales: Ninguno.

## Palmarés

### Torneos nacionales
| Competición nacional | Títulos | Subcampeonatos |
| -------------------- | ------- | -------------- |
| Copa Perú (0/1)      |         | 2019           |

### Torneos regionales
| Competición regional                    | Títulos          | Subcampeonatos |
| --------------------------------------- | ---------------- | -------------- |
| Liga Departamental de La Libertad (0/1) |                  | 2019.          |
| Liga Provincial de Pataz (3/1)          | 2013, 2015, 2019 | 2014.          |
| Liga Distrital de Parcoy (1/0)          | 2019.            |                |